# Chňapal americký
Chňapal americký (Lutjanus analis), také chňapal jednoskvrnný nebo chňapal skopec, je druh mořské ryby z čeledi chňapalovití. Žije na západě Atlantského oceánu. Jedná se o důležitý druh pro rekreační, komerční a řemeslný rybolov.

## Popis
Chňapal americký má tělo mandlovitého tvaru, zakončené ocasní ploutví téměř měsíčitého tvaru. Hřbetní ploutev je skoro dvoulaločná a má ostře zašpičatělou řitní ploutev. Hřbetní ploutev má 10-11 ostnů a 13-14 paprsků, zatímco řitní ploutev má 3 ostny a 7-8 paprsků. . Prsní ploutve jsou dlouhé a dosahují těsně za začátek řitní ploutve. Každá prsní ploutev má 15-17 paprsků. Má malé oči, poměrné velká koncová ústa s vyčnívající horní čelistí, která je při zavřené tlamě většinou zakryta lícní kostí. Čelisti jsou vybaveny 1-2 řadami kuželovitých zubů, přičemž některé z vnější řady jsou zvětšeny do podoby špičáků. Vomerální zuby jsou uspořádány do podoby krokve a po obou stranách se nacházejí také patrové zuby.
Jedná se o pestře zbarvený druh. Horní část těla má olivově zelenou barvu, která postupně přechází na spodní části do načervenalé. Mezi postranní čárou a ostnatou částí hřbetní ploutve je černá skvrna. Pod očima se nachází pár modrých pruhů. Výše položený pruh pokračuje až ke skřelovému víčku (operkulu). Ocasní ploutev má černý okraj. Během odpočinku má chňapal na těle 10 až 12 tmavých svislých pruhů, které při plavání splývají v jednolitou barvu. Ploutve dospělých jedinců jsou červené, mladí jedinci do 15 mm délky mají průhledné ploutve a žlutohnědé pruhy na těle, větší nedospělé ryby mají na těle žluté pruhy a výraznější černou skvrnu než dospělí jedinci. Zbarvení těla se mění v závislosti na způsobu krmení, přičemž tmavý pruhovaný vzor se objevuje při krmení u dna.
Chňapal americký dosahuje maximální celkové délky 94 cm, průměrná velikost je 50 cm. Maximální publikovaná hmotnost je 15,6 kg

## Rozšíření
Domovinou chňapala amerického je západní Atlantský oceán. Vyskytuje od Massachusetts na severu po Brazílii na jihu. Nejčastěji se vyskytuje v teplejších vodách Floridy, Bahamských ostrovů, Mexického zálivu a Karibského moře. Tento druh se vyskytuje v poměrně mělkých čistých vodách v hloubkách od 25 do 95 m, kde se teplota vody pohybuje mezi 18,9 a 27,8 °C. Větší dospělci žijí v pobřežních útesech a v jejich okolí, nebo v oblastech výskytu skalní suti. Mladí jedinci se zdržují v pobřežních vodách, kde se mohou hojně vyskytovat v biotopech, jako jsou přílivové mangrovové zátoky, kanály a mělké chráněné zátoky. Oblíbeným místem mladých jedinců je také porost mořské trávy Thalassia testudinum.

## Ekologie
Chňapal americký je dravý druh, který během svého životního cyklu mění svůj jídelníček. Larvy se živí planktonem u mořské hladiny, když se usadí a žijí v porostech mořské trávy, živí se většími kusy planktonu a drobnými bezobratlými živočichy. Jak rostou, začínají se živit korýši, plži a menšími rybami, jako jsou druhy z čeledi chrochtalovití nebo cípalovití. Živí se po celý den.
Ke tření dochází v celé oblasti výskytu, ačkoli hlavní oblastí tření je severovýchodní Karibik. Období tření je různé. V Karibiku k němu dochází v únoru, v ostatních oblastech až během léta. Samice může naklást až 1 400 000 pelagických jiker, které samci oplodní zvenčí. Jikry se líhnou 20 hodin po oplodnění. Po vylíhnutí larvy do 48 hodin migrují do prostředí mělkých vod. Po skončení tření se dospělci přesunou do hlubších pobřežních vod a stanou se usedlými. Délka života může být až čtyřicet let.
Z důvodu nadměrného rybolovu je v některých místech zaznamenán výrazný pokles populace. Z dostupných informací se odhaduje, že biomasa chňapala  amerického se za období 30 až 60 let snížila nejméně o 20 %, a proto ji IUCN zařadila na seznam téměř ohrožených druhů. Předpokládá se, že pokud bude současný trend pokračovat, lze očekávat zhoršení stavu na zranitelný.